# Барвиха
Барви́ха — посёлок в Одинцовском городском округе Московской области, расположенный неподалёку от Рублёво-Успенского шоссе на реке Саминке. В двух километрах к северу от посёлка на Рублёво-Успенском шоссе расположена деревня Барвиха.

## История
В XVIII веке на месте посёлка находился древний сосновый бор, и место именовалось Оборихой (Оборвихой), позже — Борвихой. Нынешнее название закрепилось за Барвихой в 1920-х гг.
Посёлок был построен генералом Александром Казаковым, владельцем соседнего села Подушкино, в середине XIX века как курорт для увеличения дохода его поместья.
В 1872 году был построен аналог нынешнего пропускного пункта — сторожка со шлагбаумом.
В окрестности посёлка находятся четыре элитных коттеджных посёлка: Барвихинский Клуб, Барвиха-2, Барвиха Club и Барвиха Village (строился с начала 2008 по конец 2010 года компанией «МИЭЛЬ — Загородная недвижимость»).
С 2005 до 2019 гг. посёлок был центром сельского поселения Барвихинское, до 2019 года входил в Одинцовский район.

## Население
| 2002 | 2006  | 2010  |
| ---- | ----- | ----- |
| 4228 | →4228 | ↘4093 |

## Достопримечательности
- По обе стороны речки Самынки — рвы и холмы. Это всё, что осталось от упомянутой в повести А. Толстого «Князь Серебряный» усадьбы.
- Замок баронессы Майендорф, служащий загородной резиденцией российских президентов.
- Памятники погибшим землякам и погибшим сотрудникам санатория «Барвиха»[7].